# تپه آشاغی قره بوتا
تپه آشاغی قره بوتا مربوط به هزاره اول قبل از میلاد است و در شهرستان خدابنده، بخش سجاسرود، روستای خان احمد حصاری واقع شده و این اثر در تاریخ ۱۲ بهمن ۱۳۸۱ با شمارهٔ ثبت ۷۴۲۱ به‌عنوان یکی از آثار ملی ایران به ثبت رسیده است.